# Vodní mlýn v Osinaličkách
Vodní mlýn v Osinaličkách (Postmühle) v Osinaličkách, části obce Medonosy v okrese Mělník ve Středočeském kraji,  je vodní mlýn, který stojí jižně od Medonos na říčce Liběchovka. Je chráněn jako nemovitá kulturní památka České republiky.

## Historie
Mlýn je barokního původu, zděná část pochází z 2. poloviny 19. století. V interiéru mlýnice se dochovala datace 1788.
 V roce 1930 byl jeho majitelem Karel Kršmer; v té době je zde uváděna pila. Po skončení 2. světové války byl mlýn znárodněn a uzavřen a rodina mlynáře Rebitzka byla odsunuta do Kühlungsbornu v NDR.

## Popis
Objekt na obdélném půdorysu stojí na severozápadním svahu při potoce v jižní části osady. Skládá se z roubené mlýnice s podstávkou a pavlačí a z navazující zděné obytné části. Má asymetrickou sedlovou střechu s polovalbou, původně krytou břidlicí. Na severovýchodním štítovém průčelí je vyřezávaná podstávka. Zděné přízemí mlýnice má masivní trámový strop se středním profilovaným průvlakem a středovým sloupkem; zde se dochovala mlýnská stolice s ozdobně profilovanými trámy a nápisem: IOSEPH FROFT AUS ZEBUZ ANNO 1788 21 MAI. Ve zděné části je v patře prostorná síň s trámovým stropem, pod kterou je prostor s valenou klenbou se styčnými lunetami.
Voda na vodní kolo vedla náhonem. V roce 1930 byla ve mlýně jedna Haagova turbína (spád 4,8 m, výkon 13 HP). Dochovala se pila a pekárna.